# Operace Four Square
Operace Four Square bylo krycí označení chystaného výsadku do Protektorátu Čechy a Morava. Výsadek byl organizován Zvláštní skupinou D při exilovém Ministerstvu národní obrany v Londýně. Z důvodu konce II. světové války byla operace zrušena.

## Složení a úkoly
Velitelem výsadku byl jmenován ppor. Jaroslav Bublík, příslušníky des. Josef Špinka, des. Karel Hubl a svob. Josef Krist. Úkolem výsadku bylo v prostoru západních Čech provádět diverzní akce a dále udržovat radiové spojení s Londýnem a zajišťovat příjem zbraní pro odboj. Vybaven byl radiovým kompletem s krycím názvem Irena. 

## Činnost
Vysazení bylo určeno v prostoru Plzně a Domažlic. Výsadek měl dopravit větší množství výzbroje  a radiomateriálu a spolupracovat s odbojovou skupinou Niva. O výsadek se dvakrát neúspěšně pokusili 13. března 1945. Po přesunu na americkou základnu v Dijonu provedli 3. května další pokus o vysazení. Pokus nakonec nebyl proveden a operace byla ukončena, neboť doskokový prostor byl již osvobozen nebo v něm probíhaly boje.  